# لوتشيان بلاغا
لوتشيان بلاغا (بالرومانية: Lucian Blaga) (المولود في 9/أيار/1885 في بلدة لانكرام – رومانيا والمتوفى في 6/أيار/1961 في مدينة كلوج برومانيا) فيلسوف وشاعر ومترجم وصحافي واستاذ جامعي روماني. أثر لوتشيان بلاغا على الثقافة الرومانية تأثيرا جوهريا اثنا القرن العشرين.

## شعره
نشر ديوانه الأول في عام 1919 تحت عنوان «قصائد النور» (Poemele luminii). ابتدا من هذا العام نشر كل من المجامع الشعرية التالية:
•خطوات النبي (Paşii profetului)
•خلال الانتقال الأعظم (În marea trecere)
•حمدا للنوم (Laudă somnului)
•عند مفترق المياه (La cumpăna apelor)
•عند أبلطة الأشواق (La curţile dorului)
•درجات غير متفكر فيها (Nebănuitele trepte)
•عصر الحديد (Vârsta de fier)
•ما يسمعه وحيد القرن (Ce aude unicornul)

## وصلات خارجية
- لوتشيان بلاغا على موقع الموسوعة البريطانية (الإنجليزية)
- لوتشيان بلاغا على موقع ميوزك برينز (الإنجليزية)

[قصيدة للوتشيان بلاغا يلقيها غابريال بيتسونا http://www.youtube.com/watch?v=ar3hretlHbY]